# NGC 3227
NGC 3227 is een balkspiraalstelsel in het sterrenbeeld Leeuw. Het hemelobject werd op 15 februari 1784 ontdekt door de Duits-Britse astronoom William Herschel.

## Synoniemen
- UGC 5620
- IRAS10207+2007
- MCG 3-27-16
- Arp 94
- ZWG 94.28
- VV 209
- KCPG 234B
- PGC 30445